# Tú eres eso
Tú eres eso. Las metáforas religiosas y su interpretación (en inglés Thou Art That: Transforming Religious Metaphor) es un libro escrito por el mitólogo, escritor y profesor estadounidense Joseph Campbell que explora los fundamentos mitológicos de la tradición judeocristiana. Fue publicado póstumamente por Eugene Kennedy de las conferencias y escritos inéditos de Campbell.
Publicado por New World Library en 2001, Tú eres eso fue el primer título de las Obras completas de Joseph Campbell editadas por la fundación homónima.

## Sinopsis
Según Joseph Campbell, la mitad de los habitantes del mundo están profundamente equivocados: creen que las metáforas de nuestras tradiciones religiosas son hechos; la otra mitad piensa que no lo son. De lo que resulta que tenemos, por una parte, a un sector de creyentes que aceptan las metáforas como hechos acontecidos históricamente y, por otra, al conjunto de los ateos, para quienes las metáforas religiosas son puras mentiras, porque las cuestionan únicamente como hechos. Para Campbell ambas visiones son erróneas.
Los ensayos y conferencias de Joseph Campbell reunidos en Tú eres eso analizan diferentes metáforas de la tradición judeocristiana: el Génesis, Abraham, el parto virginal, la huida a Egipto, la última cena, Judas, la Crucifixión, el Fin del Mundo... Y, a través de su conocimiento del lenguaje simbólico de los mitos, constantemente malinterpretado por la cultura moderna, Campbell va desvelando la vida y veracidad latentes de los textos religiosos a la vez que recupera desde otro enfoque su inefable misterio.

## Edición en castellano
- Campbell, Joseph (2019, 2024). Tú eres eso. Las metáforas religiosas y su interpretación (Tercera edición). Introducción y edición Eugene Kennedy, traducción César Aira, cartoné, 208 páginas, colección Memoria mundi. Vilaür: Ediciones Atalanta. ISBN 978-84-949054-7-6.
- – (2002). Tú eres eso. Las metáforas religiosas y su interpretación. Traducción César Aira. Buenos Aires: Emecé Editores. ISBN 978-950-04-2373-1.

- Datos: Q7796950